# Trial delle Nazioni
Il Trial delle Nazioni, conosciuto anche con i nomi "trial des nations", "trial of nations" o con l'acronimo "TDN", è l'unico evento di squadra in uno sport individuale com'è il trial.
Il Trial delle Nazioni, così come i suoi corrispondenti Motocross delle Nazioni, Supermoto delle Nazioni e ISDE, è l'evento che in pratica chiude le stagioni dei campionati di trial, svolgendosi solitamente a fine settembre, quando il mondiale si è già concluso.
All'evento partecipano quattro piloti per nazione, le penalità (punti) che raccolgono sul percorso vengono poi sommati e determinano il punteggio finale: si laurea campione del mondo il team che ha raccolto meno punti. Dal 2000 si corre anche il Trial delle Nazioni femminile e vi partecipano tre piloti per nazione.
Il Trial delle Nazioni si disputa dal 1984 e dal 2002 è affiancato da un trofeo al coperto, il Trial delle Nazioni Indoor.

## Albo d'oro
| ediz. | Anno | Nazionale vincitrice | Piloti             | Moto       | Nazione ospitante | Località            |
| ----- | ---- | -------------------- | ------------------ | ---------- | ----------------- | ------------------- |
| 37.   | 2021 | Spagna               | Toni Bou           | Montesa    | Portogallo        | Gouveia             |
| 37.   | 2021 | Spagna               | Adam Raga          | TRRS       | Portogallo        | Gouveia             |
| 37.   | 2021 | Spagna               | Jaime Busto        | Vértigo    | Portogallo        | Gouveia             |
| 36.   | 2019 | Spagna               | Toni Bou           | Montesa    | Spagna            | Ibiza               |
| 36.   | 2019 | Spagna               | Adam Raga          | TRRS       | Spagna            | Ibiza               |
| 36.   | 2019 | Spagna               | Jeroni Fajardo     | Gas Gas    | Spagna            | Ibiza               |
| 35.   | 2018 | Spagna               | Toni Bou           | Montesa    | Rep. Ceca         | Sokolov             |
| 35.   | 2018 | Spagna               | Jeroni Fajardo     | Gas Gas    | Rep. Ceca         | Sokolov             |
| 35.   | 2018 | Spagna               | Jaime Busto        | Gas Gas    | Rep. Ceca         | Sokolov             |
| 34.   | 2017 | Spagna               | Toni Bou           | Montesa    | Spagna            | Baiona              |
| 34.   | 2017 | Spagna               | Adam Raga          | TRS        | Spagna            | Baiona              |
| 34.   | 2017 | Spagna               | Jaime Busto        | Montesa    | Spagna            | Baiona              |
| 33.   | 2016 | Spagna               | Toni Bou           | Montesa    | Francia           | Isola 2000          |
| 33.   | 2016 | Spagna               | Adam Raga          | TRS        | Francia           | Isola 2000          |
| 33.   | 2016 | Spagna               | Albert Cabestany   | Sherco     | Francia           | Isola 2000          |
| 32.   | 2015 | Spagna               | Toni Bou           | Montesa    | Spagna            | Tarragona           |
| 32.   | 2015 | Spagna               | Adam Raga          | TRS        | Spagna            | Tarragona           |
| 32.   | 2015 | Spagna               | Albert Cabestany   | Sherco     | Spagna            | Tarragona           |
| 32.   | 2015 | Spagna               | Jeroni Fajardo     | Beta Motor | Spagna            | Tarragona           |
| 31.   | 2014 | Spagna               | Toni Bou           | Montesa    | Andorra           | Sant Julià de Lòria |
| 31.   | 2014 | Spagna               | Adam Raga          | Gas Gas    | Andorra           | Sant Julià de Lòria |
| 31.   | 2014 | Spagna               | Albert Cabestany   | Sherco     | Andorra           | Sant Julià de Lòria |
| 31.   | 2014 | Spagna               | Jeroni Fajardo     | Beta Motor | Andorra           | Sant Julià de Lòria |
| 30.   | 2013 | Spagna               | Toni Bou           | Montesa    | Francia           | La Châtre           |
| 30.   | 2013 | Spagna               | Albert Cabestany   | Sherco     | Francia           | La Châtre           |
| 30.   | 2013 | Spagna               | Jeroni Fajardo     | Beta Motor | Francia           | La Châtre           |
| 30.   | 2013 | Spagna               | Adam Raga          | GasGas     | Francia           | La Châtre           |
| 29.   | 2012 | Spagna               | Toni Bou           | Montesa    | Svizzera          | Moutier             |
| 29.   | 2012 | Spagna               | Albert Cabestany   | Sherco     | Svizzera          | Moutier             |
| 29.   | 2012 | Spagna               | Jeroni Fajardo     | Beta Motor | Svizzera          | Moutier             |
| 29.   | 2012 | Spagna               | Adam Raga          | GasGas     | Svizzera          | Moutier             |
| 28.   | 2011 | Spagna               | Toni Bou           | Montesa    | Italia            | Tolmezzo            |
| 28.   | 2011 | Spagna               | Albert Cabestany   | Sherco     | Italia            | Tolmezzo            |
| 28.   | 2011 | Spagna               | Jeroni Fajardo     | OSSA       | Italia            | Tolmezzo            |
| 28.   | 2011 | Spagna               | Adam Raga          | GasGas     | Italia            | Tolmezzo            |
| 27.   | 2010 | Spagna               | Toni Bou           | Montesa    | Polonia           | Myślenice           |
| 27.   | 2010 | Spagna               | Albert Cabestany   | Sherco     | Polonia           | Myślenice           |
| 27.   | 2010 | Spagna               | Jeroni Fajardo     | Beta       | Polonia           | Myślenice           |
| 27.   | 2010 | Spagna               | Adam Raga          | GasGas     | Polonia           | Myślenice           |
| 26.   | 2009 | Spagna               | Toni Bou           | Montesa    | Italia            | Darfo Boario Terme  |
| 26.   | 2009 | Spagna               | Albert Cabestany   | Sherco     | Italia            | Darfo Boario Terme  |
| 26.   | 2009 | Spagna               | Jeroni Fajardo     | Beta       | Italia            | Darfo Boario Terme  |
| 26.   | 2009 | Spagna               | Adam Raga          | GasGas     | Italia            | Darfo Boario Terme  |
| 25.   | 2008 | Spagna               | Toni Bou           | Montesa    | Andorra           | La Rabassa          |
| 25.   | 2008 | Spagna               | Albert Cabestany   | Sherco     | Andorra           | La Rabassa          |
| 25.   | 2008 | Spagna               | Jeroni Fajardo     | Beta       | Andorra           | La Rabassa          |
| 25.   | 2008 | Spagna               | Adam Raga          | GasGas     | Andorra           | La Rabassa          |
| 24.   | 2007 | Spagna               | Toni Bou           | Montesa    | Regno Unito       | Douglas             |
| 24.   | 2007 | Spagna               | Albert Cabestany   | Sherco     | Regno Unito       | Douglas             |
| 24.   | 2007 | Spagna               | Jeroni Fajardo     | Beta       | Regno Unito       | Douglas             |
| 24.   | 2007 | Spagna               | Adam Raga          | GasGas     | Regno Unito       | Douglas             |
| 23.   | 2006 | Spagna               | Toni Bou           | Beta       | Francia           | Bréal-sous-Montfort |
| 23.   | 2006 | Spagna               | Albert Cabestany   | Sherco     | Francia           | Bréal-sous-Montfort |
| 23.   | 2006 | Spagna               | Jeroni Fajardo     | GasGas     | Francia           | Bréal-sous-Montfort |
| 23.   | 2006 | Spagna               | Adam Raga          | GasGas     | Francia           | Bréal-sous-Montfort |
| 22.   | 2005 | Spagna               | Toni Bou           | Beta       | Italia            | Sestriere           |
| 22.   | 2005 | Spagna               | Albert Cabestany   | Sherco     | Italia            | Sestriere           |
| 22.   | 2005 | Spagna               | Marc Freixa        | Montesa    | Italia            | Sestriere           |
| 22.   | 2005 | Spagna               | Adam Raga          | GasGas     | Italia            | Sestriere           |
| 21.   | 2004 | Spagna               | Albert Cabestany   | Beta       | Spagna            | Cordova             |
| 21.   | 2004 | Spagna               | Jeroni Fajardo     | GasGas     | Spagna            | Cordova             |
| 21.   | 2004 | Spagna               | Marc Freixa        | Montesa    | Spagna            | Cordova             |
| 21.   | 2004 | Spagna               | Adam Raga          | GasGas     | Spagna            | Cordova             |
| 20.   | 2003 | Regno Unito          | Sam Connor         | GasGas     | Italia            | Lavarone            |
| 20.   | 2003 | Regno Unito          | Ben Hemingway      | Beta       | Italia            | Lavarone            |
| 20.   | 2003 | Regno Unito          | Graham Jarvis      | Sherco     | Italia            | Lavarone            |
| 20.   | 2003 | Regno Unito          | Dougie Lampkin     | Montesa    | Italia            | Lavarone            |
| 19.   | 2002 | Regno Unito          | Steve Colley       | GasGas     | Portogallo        | Paços de Ferreira   |
| 19.   | 2002 | Regno Unito          | Sam Connor         | GasGas     | Portogallo        | Paços de Ferreira   |
| 19.   | 2002 | Regno Unito          | Graham Jarvis      | Sherco     | Portogallo        | Paços de Ferreira   |
| 19.   | 2002 | Regno Unito          | Dougie Lampkin     | Montesa    | Portogallo        | Paços de Ferreira   |
| 18.   | 2001 | Spagna               | Albert Cabestany   | Beta       | Francia           | La Bresse           |
| 18.   | 2001 | Spagna               | Marc Colomer       | GasGas     | Francia           | La Bresse           |
| 18.   | 2001 | Spagna               | Marc Freixa        | Sherco     | Francia           | La Bresse           |
| 18.   | 2001 | Spagna               | Adam Raga          | GasGas     | Francia           | La Bresse           |
| 17.   | 2000 | Spagna               | Albert Cabestany   | Beta       | Spagna            | Seva                |
| 17.   | 2000 | Spagna               | Marc Colomer       | Montesa    | Spagna            | Seva                |
| 17.   | 2000 | Spagna               | Marc Freixa        | GasGas     | Spagna            | Seva                |
| 17.   | 2000 | Spagna               | Marcel Justribo    | Montesa    | Spagna            | Seva                |
| 16.   | 1999 | Regno Unito          | Steve Colley       | GasGas     | Lussemburgo       | Ettelbruck          |
| 16.   | 1999 | Regno Unito          | Martin Crosswaite  | GasGas     | Lussemburgo       | Ettelbruck          |
| 16.   | 1999 | Regno Unito          | Graham Jarvis      | Sherco     | Lussemburgo       | Ettelbruck          |
| 16.   | 1999 | Regno Unito          | Dougie Lampkin     | Beta       | Lussemburgo       | Ettelbruck          |
| 15.   | 1998 | Spagna               | Amos Bilbao        | GasGas     | Italia            | Chiesa Valmalenco   |
| 15.   | 1998 | Spagna               | Marc Colomer       | Montesa    | Italia            | Chiesa Valmalenco   |
| 15.   | 1998 | Spagna               | Marcel Justribo    | GasGas     | Italia            | Chiesa Valmalenco   |
| 15.   | 1998 | Spagna               | Jordi Pascuet      | GasGas     | Italia            | Chiesa Valmalenco   |
| 14.   | 1997 | Regno Unito          | Dan Clark          | Beta       | Regno Unito       | Douglas             |
| 14.   | 1997 | Regno Unito          | Steve Colley       | GasGas     | Regno Unito       | Douglas             |
| 14.   | 1997 | Regno Unito          | Graham Jarvis      | Scorpa     | Regno Unito       | Douglas             |
| 14.   | 1997 | Regno Unito          | Dougie Lampkin     | Beta       | Regno Unito       | Douglas             |
| 13.   | 1996 | Spagna               | Amos Bilbao        | GasGas     | Svezia            | Kinna               |
| 13.   | 1996 | Spagna               | Marc Colomer       | Montesa    | Svezia            | Kinna               |
| 13.   | 1996 | Spagna               | Marcel Justribo    | Beta       | Svezia            | Kinna               |
| 13.   | 1996 | Spagna               | Jordi Tarrés       | GasGas     | Svezia            | Kinna               |
| 12.   | 1995 | Spagna               | Amos Bilbao        | Beta       | Austria           | Piesting            |
| 12.   | 1995 | Spagna               | Marc Colomer       | Montesa    | Austria           | Piesting            |
| 12.   | 1995 | Spagna               | Joan Pons          | GasGas     | Austria           | Piesting            |
| 12.   | 1995 | Spagna               | Jordi Tarrés       | GasGas     | Austria           | Piesting            |
| 11.   | 1994 | Spagna               | Marc Colomer       | Beta       | Andorra           | La Rabassa          |
| 11.   | 1994 | Spagna               | Angel Garcia       | GasGas     | Andorra           | La Rabassa          |
| 11.   | 1994 | Spagna               | Joan Pons          | GasGas     | Andorra           | La Rabassa          |
| 11.   | 1994 | Spagna               | Jordi Tarrés       | GasGas     | Andorra           | La Rabassa          |
| 10.   | 1993 | Spagna               | Amos Bilbao        | Montesa    | Irlanda           | Kilbroney Park      |
| 10.   | 1993 | Spagna               | Marc Colomer       | Beta       | Irlanda           | Kilbroney Park      |
| 10.   | 1993 | Spagna               | Joan Pons          | GasGas     | Irlanda           | Kilbroney Park      |
| 10.   | 1993 | Spagna               | Jordi Tarrés       | GasGas     | Irlanda           | Kilbroney Park      |
| 9.    | 1992 | Spagna               | Amos Bilbao        | GasGas     | Stati Uniti       | Watkins Glen        |
| 9.    | 1992 | Spagna               | Marc Colomer       | Montesa    | Stati Uniti       | Watkins Glen        |
| 9.    | 1992 | Spagna               | Joan Pons          | Beta       | Stati Uniti       | Watkins Glen        |
| 9.    | 1992 | Spagna               | Jordi Tarrés       | Beta       | Stati Uniti       | Watkins Glen        |
| 8.    | 1991 | Spagna               | Amos Bilbao        | GasGas     | Germania          | Großheubach         |
| 8.    | 1991 | Spagna               | Marc Colomer       | Montesa    | Germania          | Großheubach         |
| 8.    | 1991 | Spagna               | Gabino Renales     | Montesa    | Germania          | Großheubach         |
| 8.    | 1991 | Spagna               | Jordi Tarrés       | Beta       | Germania          | Großheubach         |
| 7.    | 1990 | Francia              | Philippe Berlatier | Beta       | Francia           | Massais             |
| 7.    | 1990 | Francia              | Bruno Camozzi      | Fantic     | Francia           | Massais             |
| 7.    | 1990 | Francia              | Pascal Couturier   | Beta       | Francia           | Massais             |
| 7.    | 1990 | Francia              | Thierry Girard     | Montesa    | Francia           | Massais             |
| 6.    | 1989 | Spagna               | Amos Bilbao        | Fantic     | Belgio            | Bertrix             |
| 6.    | 1989 | Spagna               | Andreu Codina      | GasGas     | Belgio            | Bertrix             |
| 6.    | 1989 | Spagna               | Gabino Renales     | Montesa    | Belgio            | Bertrix             |
| 6.    | 1989 | Spagna               | Jordi Tarrés       | Beta       | Belgio            | Bertrix             |
| 5.    | 1988 | Francia              | Philippe Berlatier | Beta       | Cecoslovacchia    | Řevnice             |
| 5.    | 1988 | Francia              | Pascal Couturier   | JCM        | Cecoslovacchia    | Řevnice             |
| 5.    | 1988 | Francia              | Thierry Girard     | Yamaha     | Cecoslovacchia    | Řevnice             |
| 5.    | 1988 | Francia              | Thierry Michaud    | Fantic     | Cecoslovacchia    | Řevnice             |
| 4.    | 1987 | Italia               | Diego Bosis        | Aprilia    | Finlandia         | Tampere             |
| 4.    | 1987 | Italia               | Renato Chiaberto   | Beta       | Finlandia         | Tampere             |
| 4.    | 1987 | Italia               | Carlo Franco       | Beta       | Finlandia         | Tampere             |
| 4.    | 1987 | Italia               | Donato Miglio      | Garelli    | Finlandia         | Tampere             |
| 3.    | 1986 | Francia              | Philippe Berlatier | Aprilia    | Austria           | Limberg             |
| 3.    | 1986 | Francia              | Gilles Burgat      | Yamaha     | Austria           | Limberg             |
| 3.    | 1986 | Francia              | Pascal Couturier   | JCM        | Austria           | Limberg             |
| 3.    | 1986 | Francia              | Thierry Michaud    | Fantic     | Austria           | Limberg             |
| 2.    | 1985 | Francia              | Philippe Berlatier | Aprilia    | Italia            | Piano Rancio        |
| 2.    | 1985 | Francia              | Gilles Burgat      | Yamaha     | Italia            | Piano Rancio        |
| 2.    | 1985 | Francia              | Pascal Couturier   | Beta       | Italia            | Piano Rancio        |
| 2.    | 1985 | Francia              | Thierry Michaud    | Fantic     | Italia            | Piano Rancio        |
| 1.    | 1984 | Francia              | Philippe Berlatier | Italjet    | Polonia           | Myślenice           |
| 1.    | 1984 | Francia              | Gilles Burgat      | Fantic     | Polonia           | Myślenice           |
| 1.    | 1984 | Francia              | Fred Michaud       | Fantic     | Polonia           | Myślenice           |
| 1.    | 1984 | Francia              | Thierry Michaud    | Fantic     | Polonia           | Myślenice           |
| ediz. | Anno | Nazionale vincitrice | Pilota             | Moto       | Nazione ospitante | Località            |